# 峯田ちあき
峯田 ちあき（みねた ちあき）は、日本の漫画家。

## 略歴
- 2012年 - 第530回別マまんがスクールにおいてデビュー賞を受賞。デビュー作として『別冊マーガレット』に『チョコチップクッキー』が収録された。

## 作品リスト
全て集英社、マーガレットコミックス（DIGITAL）から刊行されている。
- 隣の蟹と恋をした（2021年 - 2022年、全3巻）
  1. 2022年3月25日発売[1][2]、『ザ マーガレット』2021年秋号[3] - 2022年冬号、ISBN 978-4-08-844646-2
  2. 2023年1月25日発売[4]、『ザ マーガレット』2022年春号 - 夏号、ISBN 978-4-08-844754-4
  3. 2023年1月25日発売[5]、『ザ マーガレット』2022年秋号 - 2023年冬号、ISBN 978-4-08-844755-1

### その他
- こだわりモノ[6]（『Cocohana』2022年5月号）

### 単行本未収録作品
- チョコチップクッキー（『別冊マーガレット』2012年8月号、デビュー作。）
- 君はなの花（『ザ マーガレット』2013年2月号）
- かしわの片想い（『ザ マーガレット』2013年6月号）
- かさぶた（『別冊マーガレットsister』2013年7月増刊号）
- おいしいかぼちゃ（『ザ マーガレット』2014年6月号）
- まわるアナタ（『別冊マーガレット』2016年3月号別冊ふろく『dcolle』11号）
- 山田のカノジョ（仮)（『ザ マーガレット』2016年6月号）
- チョコレートパニック（『別冊マーガレット』2017年3月号別冊ふろく『バレンタイン SPECIAL COLLECTION』）
- Small Star（『別冊マーガレット』2017年6月号別冊ふろく『LOVE Animal!』）
- だいたい1000回目（『別冊マーガレット』2017年10月号別冊ふろく『別マsister』vol.2）
- チヤホヤまゆ子ちゃん（『ザ マーガレット』2018年4月号）
- 新品の恋（『ザ マーガレット』2019年6月号）
- 華麗なるおバカ（『ザ マーガレット』2019年10月号）
- かりからころん（『別冊マーガレット』2020年4月号別冊ふろく『恋愛初心者』）
- ねたふりの恋と500円（『ザ マーガレット』2020年11月秋号）